# Allocotocera coxiponensis
Allocotocera coxiponensis är en tvåvingeart som beskrevs av Lane 1952. Allocotocera coxiponensis ingår i släktet Allocotocera och familjen svampmyggor. Inga underarter finns listade i Catalogue of Life.